# یاروسلاو یاروسلاونکو
یاروسلاو یاروسلاونکو (انگلیسی: Yaroslav Yaroslavenko; ۳۰ مارس ۱۸۸۰ – ۲۶ ژوئن ۱۹۵۸) آهنگساز، و مهندس عمران بود.